# Anisette
L'anisette une liqueur à base de badiane ou d'anis vert et de diverses autres plantes, dont le degré d'alcool varie de 20 à 45°.
Le plus souvent incolore et sans présence de réglisse, elle est généralement plus sucré (jusqu'à 100 g/L) que le pastis et se déguste également allongée d’eau avec quelques glaçons.

## Histoire

### Les origines
L'anisette est l'apéritif emblématique des pieds noirs.
Traditionnellement, elle se consomme nature comme digestif accompagnée d'un grain de café torréfié elle est dite avec la mouche ou en petites doses elle peut aussi rallonger un café.

## Quelques fabricants d'anisette
- Cristal depuis 1884.
- FLORANIS (ANIS GRAS) depuis 1872[2].
- Phenix (Phénix des Anisettes) depuis 1860[3].
- Super Anis - Galiana depuis 1936[4].

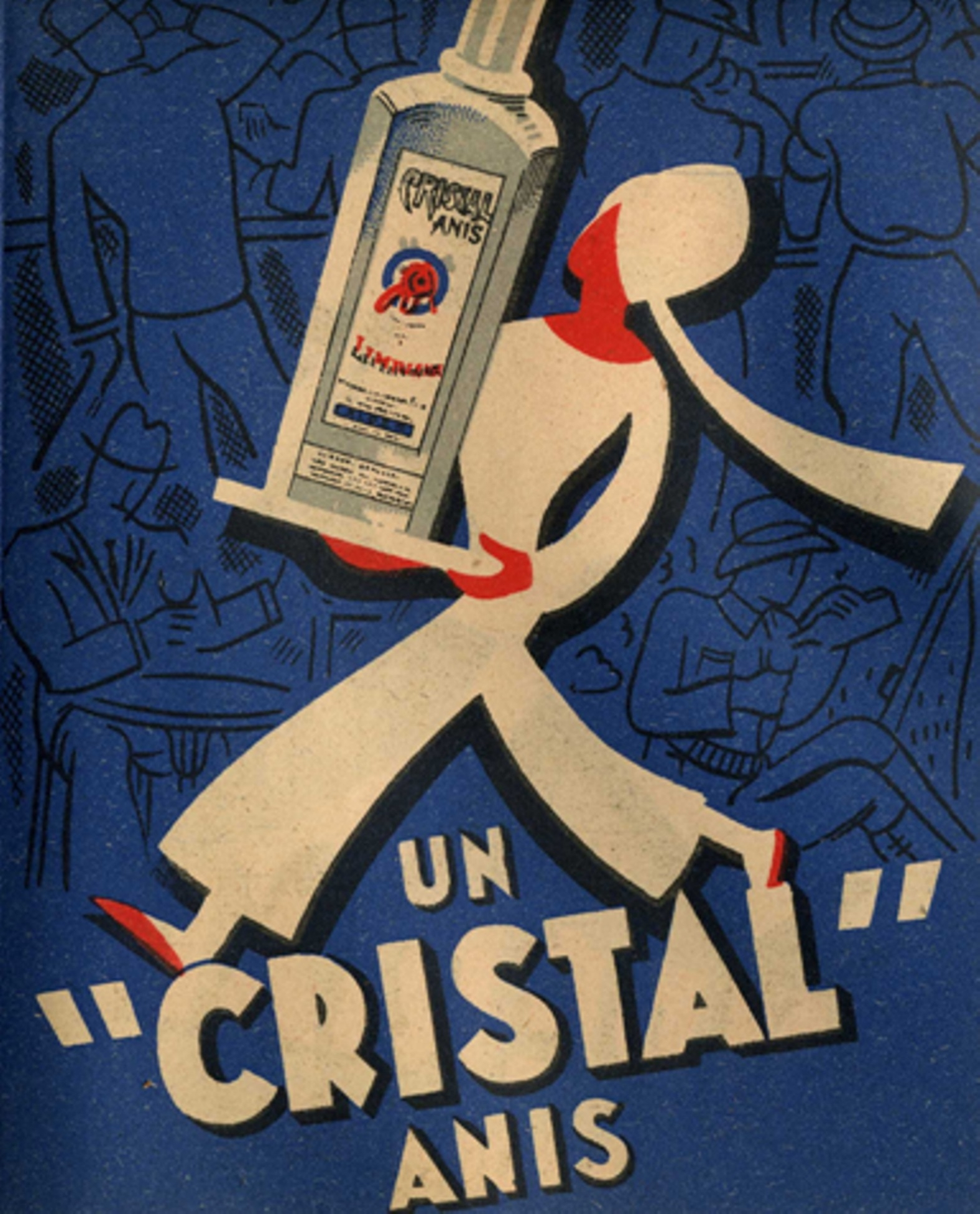
Cristal
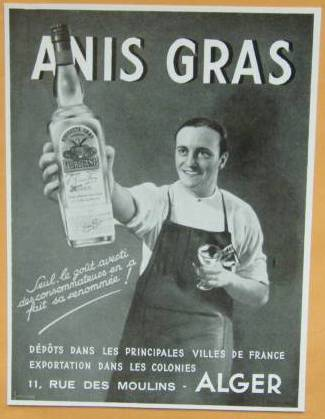
ANIS GRAS
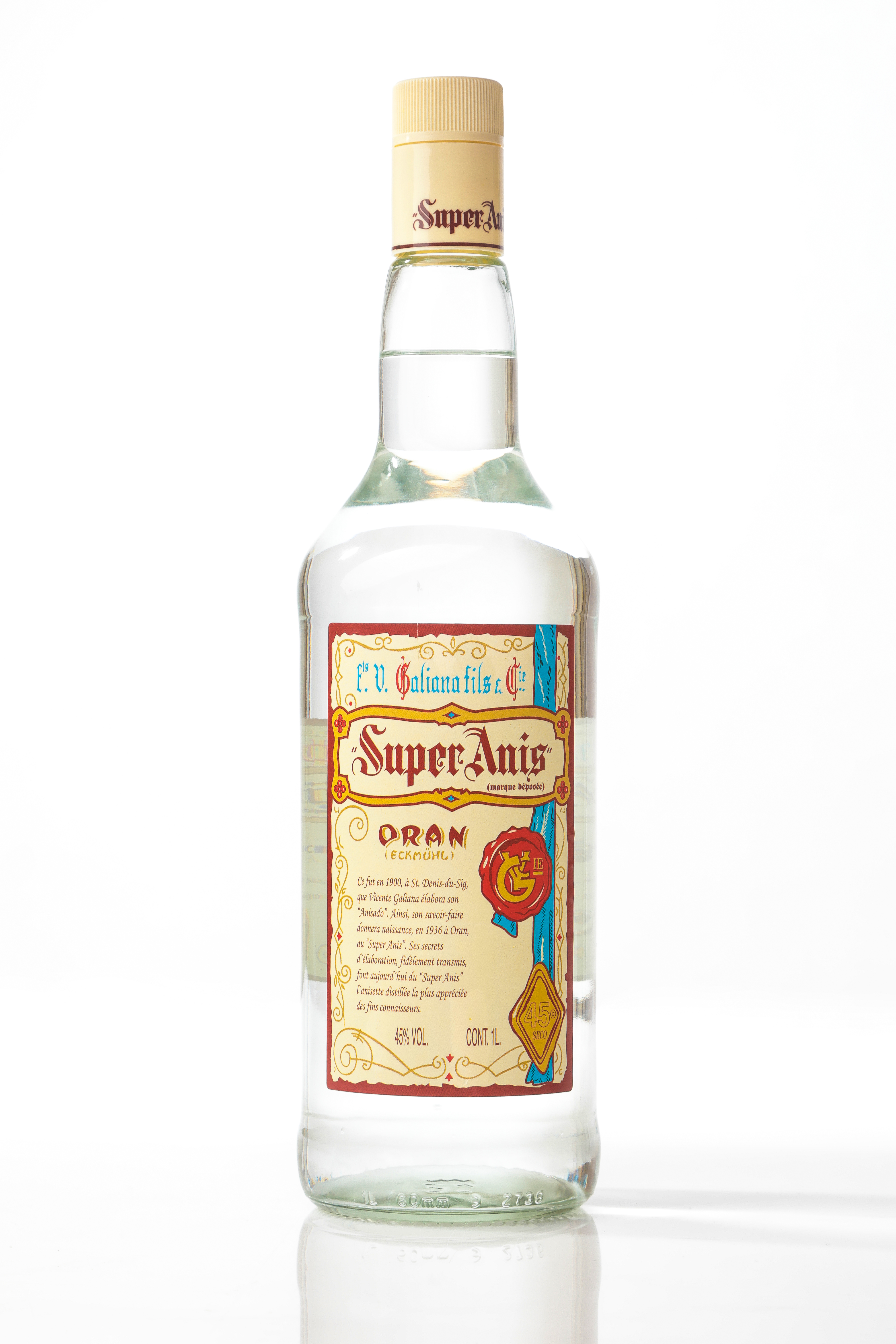
Super Anis - Galiana

En France, une des plus connues est l'anisette Marie Brizard, créée en 1755 à Bordeaux.

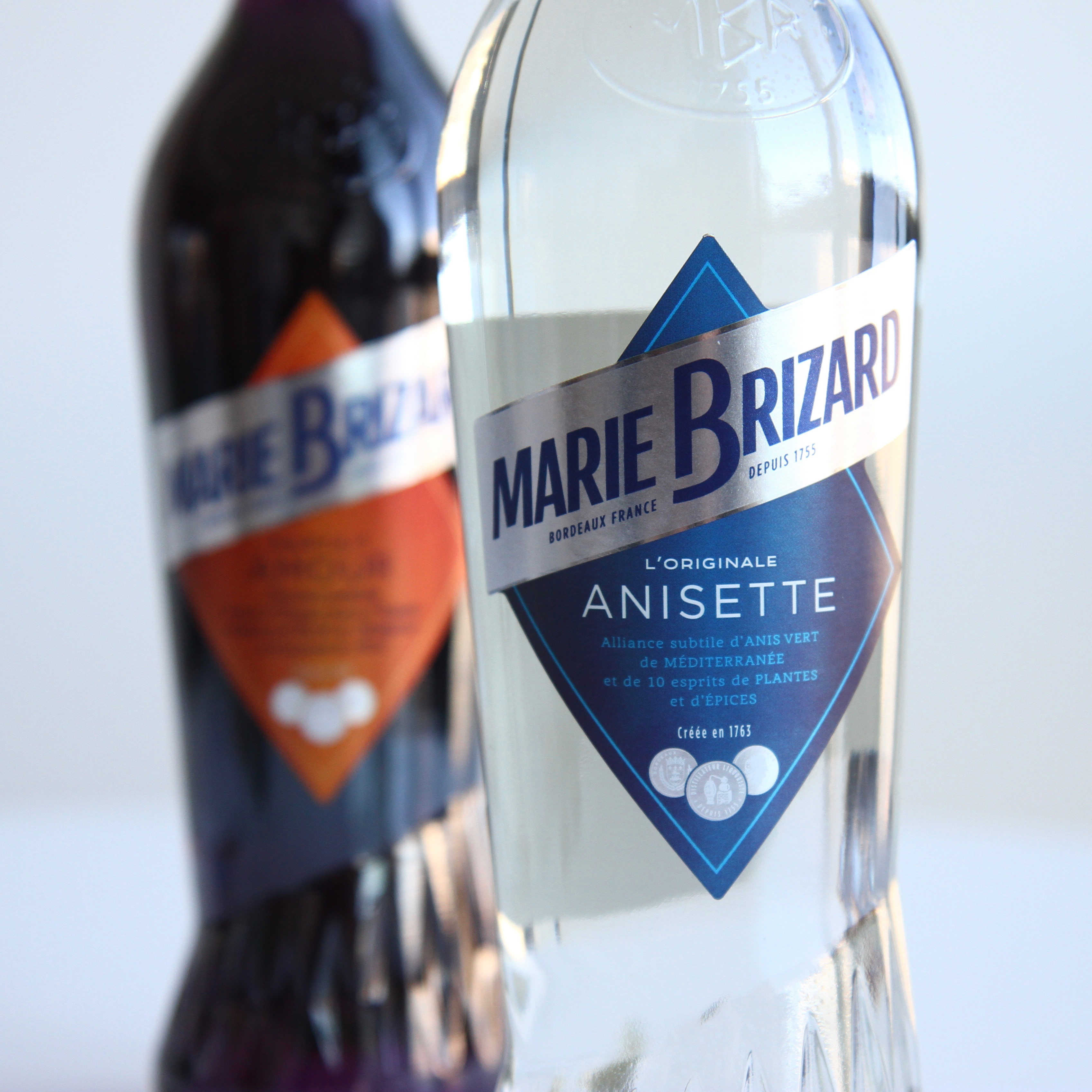
Anisette Marie Brizard

En Italie on trouve l'anisetta Meletti, créée en 1870 par Silvio Meletti.

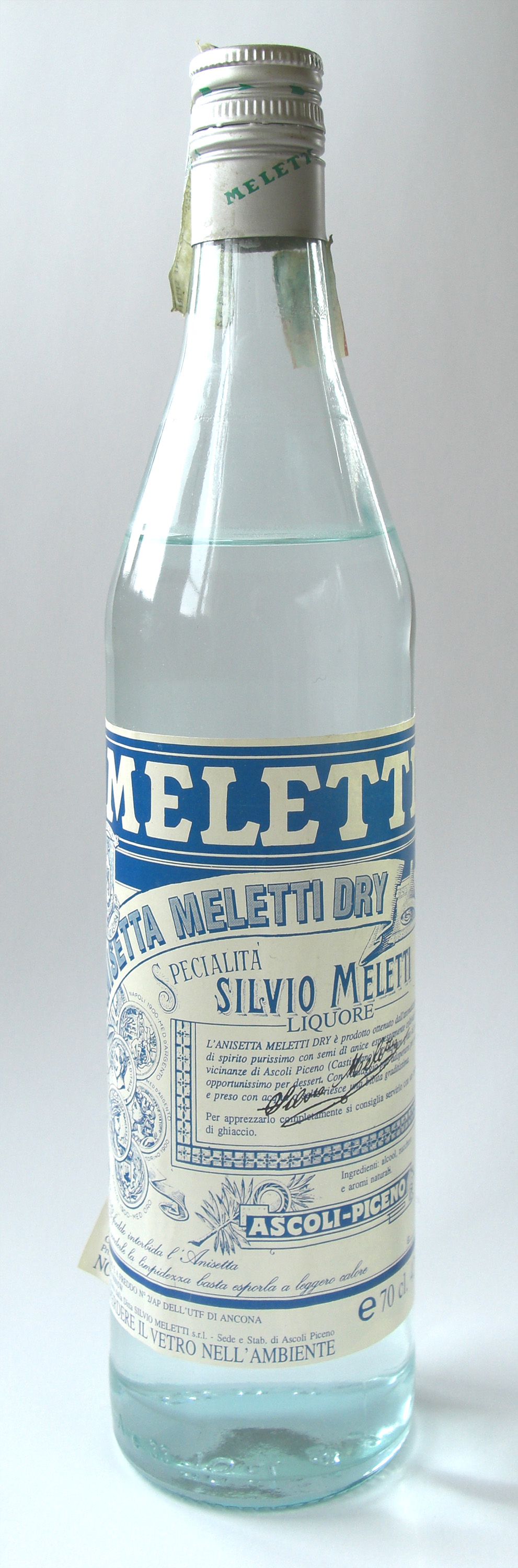
Anisetta Meletti